# Justice du vainqueur

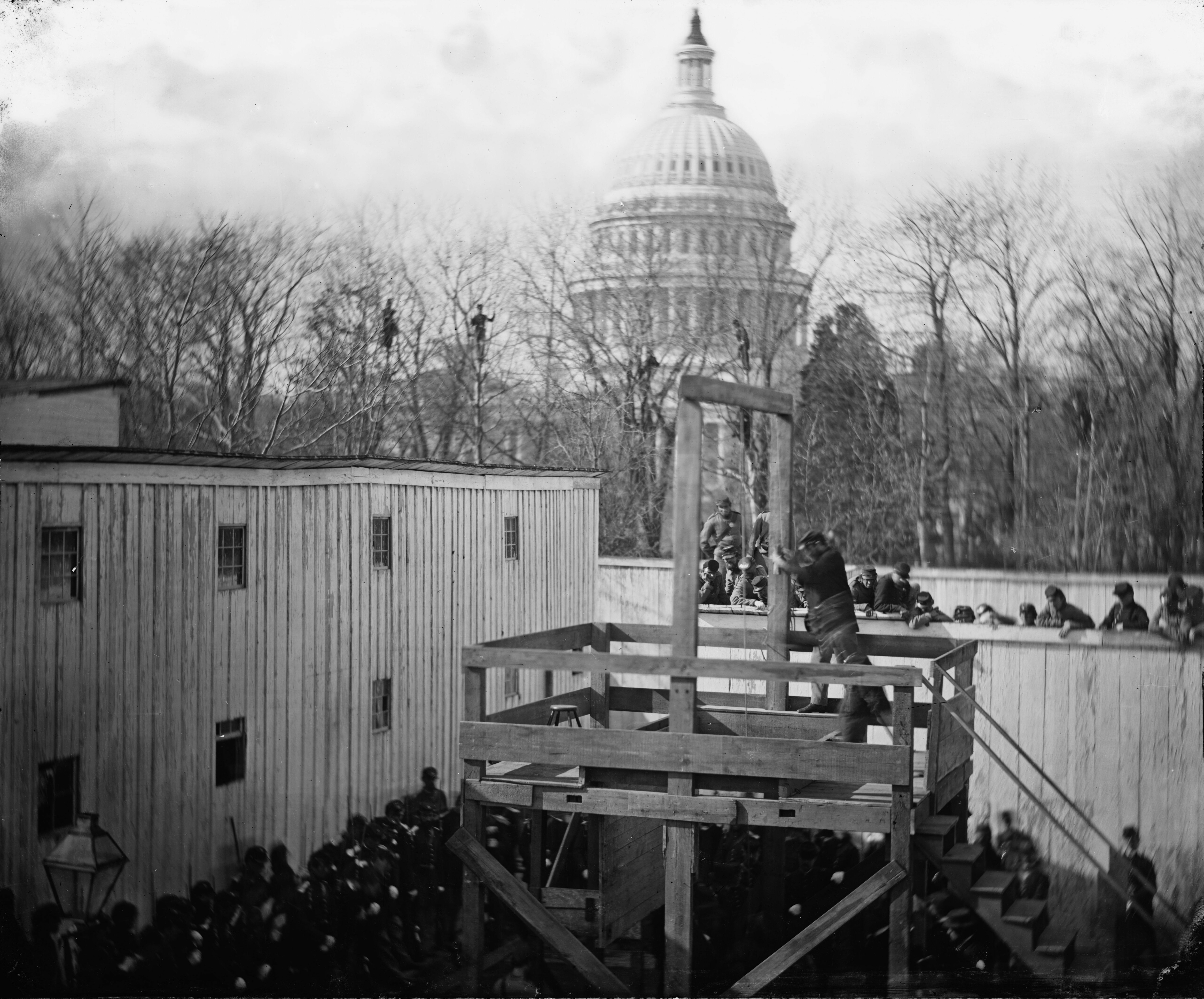
L'exécution de Henry Wirz, commandant de la prison (confédérée) d'Andersonville après la Guerre de Sécession, près du Capitole des États-Unis, quelques instants après le déclenchement de la trappe.

L'expression « justice du vainqueur » exprime l'idée qu'une entité applique la justice selon ses propres termes, rejetant les notions de droit de l'ennemi vaincu. Les opposants avancent que l'application d'un ensemble de règles différentes est pareil à de l'hypocrisie et mène à de l'injustice. Les cibles des poursuites peuvent croire qu'il s'agit d'une justice dérogatoire. L'expression remonte au moins à 1861.
L'expression est liée au « Vae victis » de Brennos, où le vainqueur change de façon unilatérale les traités ou leur interprétation, ce qui se ramène à une forme de justice du vainqueur.